# Nordische Seespinne

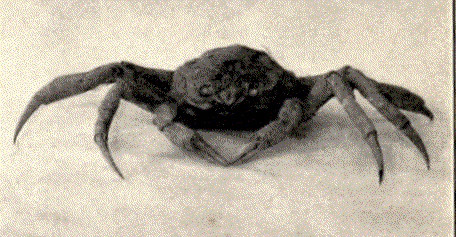
Foto von 1903

Die Nordische Seespinne (Hyas araneus), auch Atlantische Seespinne, Zaikobbe oder vor allem in älterer Literatur oft einfach nur Seespinne genannt, ist eine Art der Dreieckskrabben und im nördlichen Atlantischen Ozean sowie dem Arktischen Ozean verbreitet.

## Merkmale
Der meist graubraune bis rötlichbraune Rückenpanzer (Carapax) der Art wird 5–11 cm lang und bis zu 8 cm breit. Er hat die Form eines abgerundeten Dreiecks, das nach vorne spitz zuläuft, und wird auch manchmal als birnenförmig beschrieben. Im Gegensatz zur Roten Seespinne (Hyas coarctatus) befindet sich hinter den Augen keine seitliche Einbuchtung im Carapax. Das Rostrum ragt zwischen den Augen hervor und ist in zwei Teile aufgespalten, die sich an der Spitze berühren. Die Beine und die Scheren sind graziler gebaut als beispielsweise jene der Strandkrabbe. Durch die langen Beine wirken die Tiere spinnenartig, was zu ihrem Namen beigetragen hat. Die Tiere tarnen sich häufig mittels Algen-, Polypen- und Schwammbüscheln, die mit den Scheren an die kleinen Stacheln des seitlichen Rückenpanzers geheftet werden. Wegen ihrer umfangreichen Ruhepausen und trägen Bewegungen ist die Nordische Seespinne aber auch oft auf natürliche Weise mit Algen, Polypen und Seepocken bewachsen.

## Verbreitung
Das Verbreitungsgebiet der Art erstreckt sich vom nordwestlichen Atlantik vor den Küsten Nordamerikas über Teile des Arktischen Ozeans bis in den nordöstlichen Atlantik vor den Küsten des nördlichen Europas.
An den europäischen Küsten findet sich die Art nördlich des Ärmelkanals. Sie lebt an den Küsten der Britischen Inseln, im Ärmelkanal, in der Nordsee, im nordwestlichen Teil der Ostsee (östlich etwa bis zur Kieler Bucht) und an den Küsten Islands, Norwegens, Finnlands und Russlands (Halbinsel Kola, Weißes Meer). Noch weiter nördlich ist die Art von den Küstengebieten Spitzbergens, Grönlands und der Sewerny-Insel bekannt.
Im Nordwestatlantik lebt die Art in den Küstengebieten der nordöstlichen Vereinigten Staaten, überwiegend vor Rhode Island, Massachusetts, New Hampshire und Maine sowie entlang der kanadischen Küsten von New Brunswick, Nova Scotia, Prince Edward Island, Neufundland und Labrador und seltener Quebec bis in die östliche Hudson Bay.
1986 wurden zwei Exemplare bei den Südlichen Shetlandinseln im Südlichen Ozean in der Antarktis gefunden. Dieses Vorkommen war auf Verschleppung durch den Menschen zurückzuführen. Die Befürchtungen, die Art könne als invasive Art die einheimische Fauna gefährden, konnten nicht bestätigt werden, da die Art seit 1986 in der Region nicht mehr nachgewiesen wurde.

## Lebensraum
Die Art lebt im Benthal der Ozeane und hier vor allem im Litoral und in der neritischen Zone. Sie wurde in Tiefen von 0 bis 402 m gefunden, bleibt meist aber oberhalb von 50 m Wassertiefe. Die Gezeitenzone wird gemieden. Die Art ist bei ihrem Habitat wenig wählerisch. Sie lebt auf felsigen Hartböden, aber auch auf sandigen Weichböden. Hier findet sie sich zwischen Felsblöcken, Steinen und Seegräsern, aber auch an offenen Stellen.

## Lebensweise
Da die Art sehr langsam ist, ernährt sie sich von entsprechend wenig beweglicher Beute. Die Hauptnahrung sind Seesterne, es werden aber auch verschiedene Würmer, Schwämme, Moostierchen und Algen gefressen. Die Nördliche Seespinne kann auch in friedlicher Koexistenz mit Hummern leben. Das Maximalalter beträgt mehr als 10 Jahre. Zu den häufigsten Epibionten (aufsitzenden Tieren, s. Merkmale) in der Barentssee gehören die Rotalgen Ptilota gunneri und der Lappentang (Palmaria palmata) sowie der Ruderfußkrebs Harpacticus uniremis und der röhrenbauende Wurm Placostegus tridentatus.

## Taxonomie
Die Art wurde 1758 von Carl von Linné unter dem Namen Cancer araneus erstbeschrieben. Weitere Synonyme der Art lauten Cancer bufo Herbst 1790, Cancer pipa Herbst 1790 und Inachus araneus Fabricius 1798. Die Familie Oregoniidae wurde in jüngerer Zeit von der Familie Majidae abgespalten und beinhaltet die vier Gattungen Chionoecetes, Hyas, Macroregonia und Oregonia. Die Nördliche Seespinne gehört somit nicht mehr zur gleichen Familie wie die im Mittelmeer beheimatete Große Seespinne und Kleine Seespinne.